# Fábrica de helicópteros Mil de Moscú
Mil (en ruso: Миль) es el nombre abreviado del fabricante ruso (anteriormente soviético) de helicópteros de la Planta de helicópteros Mil de Moscú (el prefijo de oficina conceptora Mi), fundada por Mijaíl Mil. Mil participa en la empresa conjunta Euromil con Airbus Helicopters.
En el año 2006 Mil se fusionó con Kamov y Rostvertol para formar la Corp. Oboronprom, pero la marca "Mil" ha sido conservada.

## Helicópteros fabricados

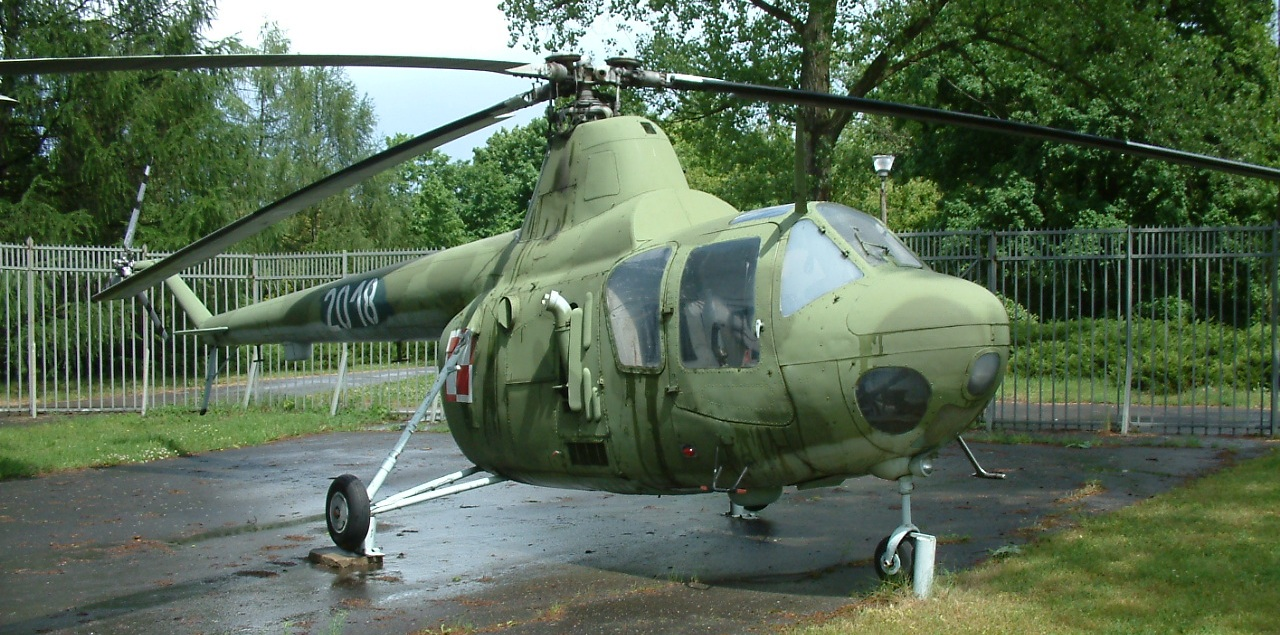
Helicóptero Mil Mi-1.

- Mi-1, 1948 - helicóptero multipropósito
- Mi-2, 1965 - helicóptero multipropósito
- Mi-3, 1964 - helicóptero ligero utilitario experimental
- Mi-4, 1955 - transporte, helicóptero caza-submarinos
- Mi-6, 1957 - helicóptero de transporte pesado
- Mi-8, 1961 - helicóptero multipropósito
- Mi-10 1962 - helicóptero de transporte pesado, grúa volante. Derivado del Mi-6
- Mi-12, también conocido como V-12, sólo prototipo, el helicóptero más grande que haya volado, dos rotores
- Mi-14, 1978 - helicóptero caza-submarinos
- Mi-17, 1974 - helicóptero de transporte
- Mi-18, sólo prototipos
- Mi-20, helicóptero superligero
- Mi-24, 1972 - helicóptero pesado de combate
- Mi-25, versión exportada del Mi-24
- Mi-26, el helicóptero más grande del mundo
- Mi-28, 1984 - helicóptero de combate
- Mi-34, 1986 - helicóptero ligero
- Mi-35, versión exportada del Mi-24
- Mi-38, 2000 - helicóptero multipropósito
- V-7, 1959 - helicóptero experimental

## Helicópteros proyectados
- Mi-22
- Mi-30, convertiplano
- Mi-32, helicóptero superpesado, tres rotores
- Mi-36
- Mi-40
- Mi-42
- Mi-44
- Mi-46
- Mi-60